# The Beatles’ Christmas Album
The Beatles’ Christmas Album (с англ. — «Рождественский Альбом Битлз») или From Then to You (с англ. — «От них — вам») (в Великобритании) — сборник рождественских записей, выпущенных через фан-клуб «Битлз» и доступных только для членов этого клуба в Великобритании и США.

## История записи
Каждый год с 1962 по 1969 The Beatles записывали короткие поздравления для своих фанатов, которые состояли из шуток, пародий и благодарностей поклонникам. Каждое сообщение было помещено на семь флекси-дисков (гибких грампластинок, англ. en:Flexi disc) и отправлено по почте членам клуба. В 1970 году после распада «Битлз» EMI выпустила сборник всех семи записей.

## Список композиций
Сторона 1
1. «The Beatles' Christmas Record» — 5:08
2. «Another Beatles Christmas Record» — 4:02
3. «The Beatles' Third Christmas Record» — 6:27
4. «The Beatles' Fourth Christmas Record — Pantomime: Everywhere It’s Christmas» — 6:43

Сторона 2
1. «Christmas Time is Here Again!» — 6:11
2. «The Beatles' 1968 Christmas Record» — 7:53
3. «The Beatles' Seventh Christmas Record» — 7:39

## Оригинальные флекси-диски

### 1963: The Beatles Christmas Record
|  | - Дата записи: 17 октября 1963 - Студия: Dick James Music - Звукорежиссёр: Тони Бэрроу - Продюсер: Тони Бэрроу - Дата выпуска: 6 декабря 1963 - Лейбл и номер по каталогу: Lyntone, LYN 492 - Носитель: флекси-диск 7", 1 сторона, 33⅓ об/мин - Длительность: 5:00 |

Первая Рождественская запись Битлз содержала несколько исполнений традиционного гимна «Добрый король Вацлав» (англ. Good King Wenceslas) и личные поздравления от каждого из «четвёрки» и заканчивалась припевом из «Ricky the Red-Nosed Ringo». Сокращённую версию этой записи послали членам американского фан-клуба в декабре 1964, в то время как члены английского фан-клуба получили её в 1963 году.
Запись была включена в качестве бонуса в игре The Beatles: Rock Band и была доступна для бесплатного скачивания на ITunes с 23 декабря 2010 по 9 января 2011.

### 1964: Another Beatles Christmas Record
|  | - Записано: 26 октября 1964 - Выпущено: 18 декабря 1964 - Длительность: 4:02 Песня «Jingle Bells» сопровождалась личными сообщениями фанатам. Джон, в своём заявлении, передразнивает Пола Харви (англ. Paul Harvey; бас-кларнетист; в частности, участвовал в записи песни «It’s All Too Much») и имитирует его слова и даже импровизацию. Запись закачивается кратким исполнением традиционной песни «Oh Can You Wash Your Father’s Shirt?». Эта запись не была послана американским фанатам, так как в этот год они получили запись 1963 года. |

### 1965: The Beatles' Third Christmas Record
|  | - Записано: 8 ноября 1965 - Выпущено: 17 декабря 1965 - Длительность: 6:27 Запись начинается с песни «Yesterday», исполненной а капелла вместе с «Happy Christmas to Ya List’nas», спетой Ленноном. Далее следует песня «Auld Lang Syne», и часть песни «It’s the Same Old Song» группы Four Tops, которую остановили на середине, чтобы не нарушить авторские права; сообщение заканчивается стихотворением «Christmas Comes But Once a Year». Члены американского фан-клуба не получили эту запись (как и какую-либо другую) в 1965 году. Зато они получили фотографию «Великой четвёрки» с надписью «Поздравления Пола, Ринго, Джона и Джорджа». Позже фан-клуб объяснил это тем, что ленту прислали слишком поздно, чтобы подготовить её к Рождеству. |

### 1966: The Beatles' Fourth Christmas Record — Pantomime: Everywhere It’s Christmas
|  | - Записано: 25 ноября 1966 - Выпущено: 16 декабря 1966 - Длительность: 6:43 Записан после вчерашней первой сессии «Strawberry Fields Forever». Слушателю было предложено бессвязное собрание песен и шуток, включающих в себя «Everywhere It’s Christmas», «Orowainya» и «Please Don’t Bring Your Banjo Back». Также в записи слышны фрагменты «Podgy the Bear and Jasper» и «Felpin Mansions». Опять же члены американского фан-клуба не получили этой записи. Взамен им прислали открытку с поздравлением Битлз. |

### 1967: Christmas Time is Here Again!
|  | - Записано: 28 ноября 1967 - Выпущено: 15 декабря 1967 - Длительность: 6:11 |

### 1968: The Beatles' 1968 Christmas Record
|  | - Записано: по частям в ноябре-декабре 1968 - Записано: 20 декабря 1968 - Длительность: 7:53 |

### 1969: The Beatles' Seventh Christmas Record
|  | - Записано: по частям в ноябре-декабре 1969 - Выпущено: 19 декабря 1969 - Длительность: 7:39 |

## Переиздание
15 декабря 2017 года был официально выпущен лимитная издания с ограниченным тиражом, содержащий все семь рождественских записей под названием The Christmas Records. В комплект бокса входит 16-страничный буклет. 2 ноября 2017 года на канале The Beatles в YouTube опубликован видео о переиздании. На обложке изображены лица Джона Леннона, Пола Маккартни, Джорджа Харрисона и Ринго Старра, все из которых одеты в шляпы Санта, и слова Happy Christmas Beatle People! написаны на обложке.